# 2007年のバレーボール
< 2007年 | 2007年のスポーツ
2007年のバレーボール（2007ねんのバレーボール）では、2007年（平成19年）のバレーボール関連の出来事をまとめる。

## できごと

### 1月
- 6日 - 岡山シーガルズの堀口夏実が、開幕戦（第3セット途中から）でVリーグデビュー。史上最年少の15歳4ヶ月、史上初の中学生Vリーガーとして、脚光を浴びる（従来の記録は1981年の中田久美の16歳3ヶ月、2009年に後輩宮下遥が15歳2ヶ月で更新）。

### 2月
- 1日 - 「月刊バレーボールマガジン」（オフィス美輪）が2月1日発売の2007年3月号をもって休刊[1]。

### 3月
- 25日 - 欧州チャンピオンズリーグ女子でイタリアのフォッパペドレッティ・ベルガモが2年ぶりの優勝[2]。
- 28日 - 韓国Vリーグ男子で現代キャピタル・スカイウォーカーズが2連覇[3]。
- 31日 - 韓国Vリーグ女子で興国生命ピンクスパイダーズが2連覇[3]。

### 4月
- 1日 - 欧州チャンピオンズリーグ男子でドイツのVfBフリードリヒスハーフェンが初優勝[4]。
- 2日 - 元ユーゴスラビア代表で1996年アトランタオリンピック銅メダリストのジャルコ・ペトロビッチが病気のため死去[5]。
- 14日 - Vプレミアリーグ男子決勝でサントリーサンバーズが3年ぶり7回目の優勝[6]。
- 15日 - Vプレミアリーグ女子決勝で久光製薬スプリングスが5年ぶり2回目の優勝[7]。
- 16日 - 1976年モントリオールオリンピック金メダリストで日本バレーボール協会国際事業本部副本部長の荒木田裕子がアジアオリンピック評議会（OCA）理事、アスリート委員長に選出[8]。
- 19日 - 2007年度全日本女子代表登録メンバーが発表[9]。
- 22日 - 韓国・ソウルで開催された日韓Vリーグトップマッチ男子大会で現代キャピタル・スカイウォーカーズが初優勝[10]。
- 30日 - 日本・大阪で開催された日韓Vリーグトップマッチ女子大会で久光製薬スプリングスが2連覇[11]。

### 5月
- ?日 - JTマーヴェラスが元全日本代表・江藤直美ら3名の現役引退を発表[12]。
- 13日 - 全日本代表で日立佐和リヴァーレ所属の井野亜季子がフランスリーグのRCカンヌへ移籍を発表[13]。
- 17日 - イタリア・セリエA男子でシスレー・トレヴィーゾが2年ぶりの優勝[14]。

### 6月
- 6日 - 男子アジアクラブ選手権でイランのペイカン・テヘランVCが2連覇。日本のサントリーサンバーズは5位[15]。
- 13日 - イタリア・セリエA女子でデスパル・ペルージャが2年ぶりの優勝[16]。

- 23日 - 女子アジアクラブ選手権でカザフスタンのラハトが3年ぶりの優勝。日本の久光製薬スプリングスは3位[17]。

### 7月
- 15日 - ポーランド・カトヴィツェで開催された第18回ワールドリーグでブラジルが5連覇[18]。日本は13位。

### 8月
- 1日 - 元全日本代表で久光製薬スプリングス所属の落合真理が現役引退[19]。
- 26日 - 中国・寧波市で開催された第15回ワールドグランプリでオランダが初優勝[20]。日本は9位。

### 9月
- 7日 - 1972年ミュンヘンオリンピックで金メダルへと導いた元全日本男子監督で日本バレーボール協会名誉会長の松平康隆が名誉都民候補者に選定[21]。10月1日に都庁で顕彰式が行われた[22]。
- 9日 - インドネシア・ジャカルタで開催された第14回アジア選手権男子大会でオーストラリアが初優勝[23]。日本は準優勝。
- 9日 - チリ・サンティアゴで開催された第27回南米選手権男子大会でブラジルが21連覇[24]。
- 11日 - ケニア・ナイロビで開催された第12回アフリカ選手権女子大会でケニアが2連覇[25]。
- 13日 - タイ・ナコーンラーチャシーマーで開催された第14回アジア選手権女子大会で日本が11大会ぶりの優勝[26]。
- 14日 - 東レ・アローズが所属選手2名の海外移籍を発表。元全日本代表・柴田恭平はスペイン1部リーグのCVアルメリア、勝野裕士はドイツのハンブルク・カウボーイズへそれぞれ1シーズン移籍[27]。
- 16日 - ロシア・モスクワで開催された第25回欧州選手権男子大会でスペインが初優勝[28]。
- 21日 - アメリカ・アナハイムで開催された第20回北中米選手権男子大会でアメリカ合衆国が3連覇[29]。
- 22日 - カナダ・ウィニペグで開催された第20回北中米選手権女子大会でキューバが4大会ぶりの優勝[30]。
- 23日 - 南アフリカ共和国・ダーバンで開催された第16回アフリカ選手権男子大会でエジプトが2連覇[31]。
- 30日 - チリ・サンティアゴで開催された第27回南米選手権女子大会でブラジルが7連覇[32]。
- 30日 - ルクセンブルク・ルクセンブルク市で開催された第25回欧州選手権女子大会でイタリアが初優勝[33]。

### 10月
- 11日 - アメリカ・マサチューセッツ州でバレーボール殿堂記念式典が行われ、元ブルガリア代表で1980年モスクワオリンピック銀メダリストのディミタル・ズラタノフ、元イタリア代表で2つのオリンピックメダル獲得、世界選手権3連覇のアンドレア・ガルディーニ、ブラジルバレーボール連盟会長とブラジルオリンピック委員会会長を務めたカルロス・ヌズマンら6名が殿堂入りを果たした[34]。

### 11月
- 16日 - 日本で開催された第10回ワールドカップ女子大会でイタリアが初優勝[35]。日本は7位。

### 12月
- 2日 - 日本で開催された第11回ワールドカップ男子大会でブラジルが2連覇[36]。日本は9位。

## 国際大会
- ワールドリーグ
  - 決勝  ロシア 1-3  ブラジル
    - 5大会連続7回目
- ワールドグランプリ
  - 優勝  オランダ（5勝0敗）
    - 初優勝
- ワールドカップ
  - 男子優勝  ブラジル（10勝1敗）
    - 2大会連続2回目

  - 女子優勝  イタリア（11勝0敗）
    - 初優勝
- アフリカ選手権
  - 男子決勝  エジプト 3-2  チュニジア
    - 2大会連続4回目

  - 女子優勝  ケニア（6勝0敗）
    - 2大会連続6回目
- 北中米選手権
  - 男子決勝  プエルトリコ 1-3  アメリカ合衆国
    - 3大会連続7回目

  - 女子決勝  キューバ 3-2  アメリカ合衆国
    - 4大会ぶり13回目
- 南米選手権
  - 男子決勝  ブラジル 3-0  アルゼンチン
    - 21大会連続26回目

  - 女子決勝  ブラジル 3-0  ペルー
    - 7大会連続15回目
- アジア選手権
  - 男子優勝  オーストラリア（6勝1敗）
    - 初優勝

  - 女子優勝  日本（7勝0敗）
    - 11大会ぶり3回目
- 欧州選手権
  - 男子決勝  スペイン 3-2  ロシア
    - 初優勝

  - 女子決勝  イタリア 3-0  セルビア
    - 初優勝
- 欧州チャンピオンズリーグ
  - 男子決勝  VfBフリードリヒスハーフェン 3-1  トゥールVB
    - 初優勝

  - 女子決勝  フォッパペドレッティ・ベルガモ 3-2  ディナモ・モスクワ
    - 2年ぶり5回目
- AVCアジアクラブ選手権
  - 男子決勝  ペイカン・テヘランVC 3-0  アル・ヒラル
    - 2年連続3回目

  - 女子優勝  ラハトCSKA（7勝0敗）
    - 3年ぶり2回目

## 国内大会

### 日本
- 第13回プレミアリーグ（さいたまスーパーアリーナ）
  - 4月14日 男子決勝 サントリー・サンバーズ 3-1 東レ・アローズ（3年ぶり7回目）
  - 4月15日 女子決勝 久光製薬スプリングス 3-2 JTマーヴェラス（5年ぶり2回目）

- 第56回全日本選手権（大阪府立体育会館・5月1日～6日）
  - 男子決勝 NECブルーロケッツ 3-0 豊田合成トレフェルサ（4年ぶり8回目）
  - 女子決勝 久光製薬スプリングス 3-2 JTマーヴェラス（2年連続2回目）

- 第38回全国高等学校バレーボール選抜優勝大会（さいたまスーパーアリーナ・3月19日～25日）
  - 男子決勝 東亜学園高等学校（東京第1） 3-0 鎮西高等学校（熊本）（24年ぶり2回目）
  - 女子決勝 大阪国際滝井高等学校（大阪第1） 3-1 東九州龍谷高等学校（前年度優勝枠大分）（13年ぶり3回目）

### 韓国
- 韓国Vリーグ2006-2007
  - 男子
    - 優勝：現代キャピタル
    - 準優勝：三星火災

  - 女子
    - 優勝：興国生命
    - 準優勝：現代建設

## 死去
- 4月2日 - ジャルコ・ペトロビッチ （42）